# Франческо I Гатилузио
Франческо I Гатилузио (итал. Francesco I Gattilusio; умро 6. августа 1384) био је ђеновљански пират који је постао владар острва Лезбос и оснивач династије Гатилузио.
Порекло Франческа и његовог брата Николе, доцнијег господара Еноса, није познато. Зна се ипак да је Франческо био родом из Републике Ђенове и имао је положај патриција.
Средином XIV века Франческо Гатилузио је пљачкао бродове по Егејском мору. Искрцао се 1354. године, на Тенедосу, на острву којим је у то доба владао византијски цар Јован V Палеолог. Цар Јован V је у то време био у сукобу са тастом царем Јованом VI Кантакузином и шураком царем - савладаром Матијом и склопио је савез са Франческом Гатилузиом како би се вратио у Цариград. У децембру 1354. године, Франческова флота, прерушена у трговачку, упловила је у воде Босфора и у току ноћи добила је право да уплови у Цариград ради наводне оправке једне од лађа. Када су већ били у престоници, цар Јован V Палеолог и Франческо Гатилузио су са својих 500 људи овладали зидинама и разбудили град акламацијама у корист цара Јована V. Цар Јован VI Кантакузин био је изненада натеран да абдицира, престо је преузео цар Јован V Палеолог, док је Франческо Гатилузио као награду добио руку цареве сестре Марије и острво Лезбос на име мираза.
Франческо I Гатилузио, сада господар (архонт) Лезбоса, доцније је учествовао у неколико важнијих догађаја. Заједно са грофом Амадеом VI Савојским, рођаком цара Јована V, учествовао је 1366. године, у походу у коме је Галипоље преотето од султана Мурата I, османског султана и враћено под византијску власт. Затим, 1369. године, пратио је цара Јована V Палеолога на његовом путу у Рим где је цар Јован V, у нади да ће добити помоћ за борбу против Турака, званично пристао на унију цркава.
Франческо i Гатилузио је погинуо са двојицом својих синова у земљотресу који је погодио Лезбос 6. августа 1384. године. Трећи син, Ђакопо, наставио је да влада Лезбосом и осталим поседима Гатилузија као Франческо II.

## Биографија

### Породица
Породица Гатилузио је пореколом из Републике Ђенове. Родитељи Франческа и његовог брата Никола Гатилузија, господара Еноса, нису познати, иако на основу хералдичких доказа њихових натписа Ентони Лутрел тврди да је њихова мајка била члан породице Дорија.
Његов деда је био Лукето Гатилузио, песник, трубадур и трговац, који је био дипломата код папе Бонифација VIII и градоначелник Болоње, Милана и Кремоне. Његов стриц Оберто (Обертино) био је дипломата у Цариграду.

### Пират
Франческо улази у записе историје као гусар. Године 1354. Франческо и његова посада искрцали су се на Тенедос. Острво је тада служило као резиденција цара Јована V Палеолога, једног од тројице царева - савладара на престолу Византијског царства, а остали су били његов таст цар Јован VI Кантакузин и шурак цар Матија Кантакузин. Цар Јован V и његови рођаци су у то време били у међусобном сукобу.
Цар Јован V и Франческо су склопили савез како би омогућили цару Јовану V да поврати контролу над Константинопољем. У замену би добио руку Марије Палеолог, сестре цара Јована V.
Почетком децембра 1354. године, Франческо је повео флоту у Цариград. Пришли су граду касно у ноћ и претварали се да им је потребна помоћ. Тврдили су да им тоне један брод и тражили су помоћ да спасу терет од потапања, а део су обећали градским стражарима за њихову помоћ. Видевши прилику за профит, стражари су отворили отвор. Франческо је затим повео око пет стотина наоружаних људи кроз пролаз, преузео контролу над зидинама Цариграда и пробудио грађане повицима у корист цара Јована V. Убрзо су почели немири у корист цара Јована V. 4. децембра 1354. године, цар Јован VI је абдицирао и повукао се у манастир.

### Господар Лезбоса
Франческо је успео да поврати контролу над престоницом за царра Јована V и уклони његовог главног ривала са политичког поља. Цар Јован V је испуни њихов споразум тако што је Франческа оженио својом сестром Маријом Палеолог.
Франческо I Гатилузио је 17. јула 1355. године, додатно награђен титулом архонта (господара) Лезбоса. Цар Јован V му је дао острво као мираз за његову сестру.
Године 1366, господар Франческо I се придружио грофу Амадеу VI од Савоје, "Зеленом грофу" и краљу Лајошу I од Мађарске у кампањи да поврати стабилност Византијском царству у савојском крсташком рату. Заједно су освојили Галипољ од султана Мурата I владара Османског царства након дводневних борби.
Године 1369. господар Франческо I је пратио цара Јована V на његовом путовању у Рим, заједно са Димитријем Кидоном, које се завршило личним преласком цара Јована V у католичку веру у четвртак 18. октобра, у неуспешном покушају да привуче подршку Запада за веома ослабљено царство.
Дана 6. августа 1384. године, земљотрес је погодио Лезбос. Господар Франческо I, господарица Марија и њихова два најстарија сина, Андроник и Доменик, су погинули. У писму које је написао из Константинопоља убрзо након тог догађаја, Кидон описује како су будуће жене његова два мртва сина дошле издалека и претражиле рушевине у потрази за лешевима својих мужева које никада нису видели. Међутим, трећи син Јакопо је преживео и наследио свог оца као господар Лезбоса под именом Франческо II.